# Sheila Gaff
Sheila Gaff, née le 29 décembre 1989 est une pratiquante allemande d'arts martiaux mixtes (MMA) évoluant au sein de l'organisation Ultimate Fighting Championship dans la catégorie des poids coqs.

## Biographie
À l'origine Sheila Gaff a appris les arts martiaux avec son père qui est professeur de karaté. Elle est fan de Jackie Chan.

## Parcours en MMA

### Débuts
Le 2 septembre 2006 Sheila Gaff commence sa carrière amateur en MMA. Elle est opposée, à sa compatriote Annett Sonntag lors de l'évènement FFA : New Talents 2 se déroulant à Eschwege en Allemagne). Elle remporte le combat dès le premier round par KO technique (coups de poing).
Entre 2006 et 2009 elle alterne des combats professionnels et des combats amateurs. Son palmarès amateur est de 3 victoires et 1 match nul.

### Carrière professionnelle
Le 23 septembre 2006 Sheila Gaff est opposée à la belge Majanka Lathouwers pour son premier combat sur le circuit professionnel. L'évènement, qui a lieu à Neuwied en Allemagne est l'Ultimate Fights Rhineland - MIX FIGHT GALA. Elle subit une défaite par soumission sur un étranglement arrière.

### Cage Warriors Fighting Championship
Le 24 avril 2011 Sheila Gaff participe pour la première fois à North London en Angleterre à un évènement Cage Warriors à l'occasion de l'évènement CWFC 41 - Cage Warriors Fighting Championship 41. Son adversaire du jour est l'irlandaise Aisling Daly. Sheila Gaff fait subir son muay thai dès le début du combat à son adversaire qui ne résiste que grâce à un bon grappling. A coups de genoux au corps et à l'aide de ses coudes, l'allemande fini par faire plier Aisling Daly qui ne tarde pas à prendre 5 coups de genoux consécutifs dans le corps et à la tête, suivit d'un coup de poing dévastateur qui oblige l'arbitre Marc Goddard à stopper le combat. Sheila Gaff remporte ainsi la victoire par KO Technique.

### Ultimate Fighting Championship
Le 27 avril 2013 Sheila Gaff est opposée à l'américaine Sara McMann pour sa première apparition à un évènement UFC. Le combat se déroule à Newark, dans le New Jersey aux États-Unis lors de l'UFC 159 - Jones vs. Sonnen. Son adversaire lui inflige un KO technique au premier round et elle subit une défaite.
Son second rendez-vous avec un évènement UFC a lieu le 3 août 2013 à Rio de Janeiro au Brésil lors de l'UFC 163 - Aldo vs. Korean Zombie. Sheila Gaff affronte la brésilienne Amanda Nunes. Elle subit une nouvelle défaite dès le premier round subissant les coups de poing et de genou de son adversaire.
À la suite de cette défaite, l'UFC annonce que Sheila Gaff est renvoyée de l'organisation pour manque de résultats. Elle devient la première femme à subir une telle décision.

### Xtreme Fighting Championships
Le 14 avril 2015 Sheila Gaff  signe un contrat de six combats avec l'XFC. Son premier combat est prévu le 11 juillet 2015.

## Palmarès en arts martiaux mixtes
| 15 combats           | 9 victoires | 6 défaites |
| Par KO               | 4           | 2          |
| Par soumission       | 5           | 2          |
| Sur décision         | 0           | 1          |
| Par disqualification | 0           | 1          |

| Résultat | Record | Adversaire                  | Méthode                                             | Événement                                  | Date              | Round | Temps | Lieu                                   | Notes                                              |
| -------- | ------ | --------------------------- | --------------------------------------------------- | ------------------------------------------ | ----------------- | ----- | ----- | -------------------------------------- | -------------------------------------------------- |
| Victoire | 9-6    | Antonia Silvaneide da Silva | Soumission (clé de bras)                            | XFCI 11                                    | 19 septembre 2015 | 1     | 4:46  | São Paulo, Brésil                      | Quart de finale du tournoi des poids coqs du XFCI. |
| Défaite  | 8-6    | Amanda Nunes                | TKO (coups de poing et coups de genoux)             | UFC 163: Aldo vs. Korean Zombie            | 3 août 2013       | 1     | 2:08  | Rio de Janeiro, Brésil                 |                                                    |
| Défaite  | 8-5    | Sara McMann                 | TKO (coups de poing)                                | UFC 159: Jones vs. Sonnen                  | 27 avril 2013     | 1     | 4:06  | Newark, New Jersey, États-Unis         |                                                    |
| Victoire | 8-4    | Jennifer Maia               | KO (coups de poing)                                 | CWFC: Fight Night 4                        | 16 mars 2012      | 1     | 0:10  | Dubaï, Émirats arabes unis             | Demi-finale du tournoi des poids mouches du CWFC.  |
| Victoire | 7-4    | Aisling Daly                | TKO (coups de genoux et coups de poing)             | Cage Warriors Fighting Championship 41     | 24 avril 2011     | 1     | 1:34  | Kentish Town, North London, Angleterre |                                                    |
| Victoire | 6-4    | Hanna Sillen                | KO (coups de poing)                                 | The Zone FC 8: Inferno                     | 26 février 2011   | 1     | 0:08  | Gotheborg, Suède                       |                                                    |
| Défaite  | 5-4    | Milana Dudieva              | Décision unanime                                    | ProFC 22                                   | 17 décembre 2010  | 3     | 5:00  | Oblast, Russie                         |                                                    |
| Défaite  | 5-3    | Cindy Dandois               | Discalification (coup de genoux interdit à la tête) | M-1 Selection 2010: Western Europe Round 3 | 29 mai 2010       | 3     | 0:10  | Helsinki, Finlande                     |                                                    |
| Défaite  | 5-2    | Romy Ruyssen                | Soumission (clé de bras)                            | Upcoming Glory 7                           | 27 mars 2010      | 1     | 1:08  | Overijssel, Pays-Bas                   |                                                    |
| Victoire | 5-1    | Lena Buytendijk             | Soumission (clé de bras)                            | Upcoming Glory 7                           | 27 mars 2010      | 1     | 4:30  | Overijssel, Pays-Bas                   |                                                    |
| Victoire | 4-1    | Alexandra Buch              | Soumission (hell hook)                              | MMA Berlin: Tournament 16                  | 26 septembre 2009 | 1     | 1:59  | Berlin, Allemagne                      |                                                    |
| Victoire | 3-1    | Dalia Grakulskyte           | Soumission (étranglement arrière)                   | Night of Pain 2nd                          | 12 septembre 2009 | 1     | 1:26  | Darmstadt, Allemagne                   |                                                    |
| Victoire | 2-1    | Tania Loureiro              | TKO (coups de poing)                                | Hamburger Kafig: First Strike              | 9 décembre 2008   | 1     | 0:30  | Hambourg, Allemagne                    |                                                    |
| Victoire | 1-1    | Lydia Myska                 | Soumission (clé de bras)                            | FCA: Fight Club Plauen                     | 10 mai 2008       | 1     | 0:30  | Plauen, Allemagne                      |                                                    |
| Défaite  | 0-1    | Majanka Lathouwers          | Soumission (étranglement arrière)                   | UFR: Mix Fight Gala                        | 23 septembre 2006 | 1     | NC    | Neuwied, Allemagne                     |                                                    |